# Pomezia-Santa Palomba
Pomezia-Santa Palomba (wł. Stazione di Pomezia-Santa Palomba) – stacja kolejowa w Pomezia, na terenie Miasta Stołecznego Rzym, w regionie Lacjum, we Włoszech. Znajduje się na linii Rzym – Formia – Neapol. 
Według klasyfikacji RFI ma kategorię srebrną.

## Połączenia
Stacja jest obsługiwana przez pociągi regionalne linii FR7 i FR8.

## Linie kolejowe
- Linia Rzym – Formia – Neapol